# Patricia Manterola
Bertha Patricia Manterola Carrión (23. travnja 1972.) je meksička pjevačica, glumica i model.

## Biografija

### Privatni život
Patricia Manterola Carrión je rođena u obitelji Jorgea Manterole Fernándeza i Maríje Dolores Carrión. Ima brata Jorgea koji je 11 mjeseci stariji od nje i sestru Michelle koja je od nje mlađa osam godina.
17. travnja 1999. godine Paty se udala za glumca i pjevača Xaviera Ortiza, bivšeg člana grupe Garibaldi. Razveli su se 2005. godine.

### Karijera
Nakon završene srednje škole, Paty je studirala ples i pjevanje na glazbenoj akademiji "Instituto Miguel Angel" gdje je čak bila i vođa zbora. Još u djetinjstvu, pokazala je interes i za kazalište, te je tako odigrala glavnu ulogu u komičnom mjuziklu "Anita, siroče".
U dobi od 12 godina bila je članica festivala "Juguemos a Cantar" gdje je sudjelovala s bratom Jorgeom i dvoje prijatelja. Nakon uspjeha na festivalu, snimila je CD s pjesmama s kojima je nastupala. Nakon par uspješnih gaža, Manterola je 1989. zapela za oko meksičkom producentu Luisu de Llanu koji ju je nakon audicije pozvao da se pridruži glazbenoj skupini Garibaldi.
1995. godine Patricia je dobila prvu ulogu protagonistice u telenoveli Jose Alberta Castra "Acapulco, dušom i tijelom". Nakon uspjeha telenovele, izdala je novi CD "Niña Bonita" (Lijepa djevojka). 1997. i 1998. vratila se u svijet telenovela ulogom u "Gente bien". Nakon te uloge, napravila je pauzu od televizije i u potpunosti se posvetila glazbi i kazalištu.
Telenovelama se vraća 2004. godine u "Ljubav na kocki" gdje je tumačila lik energične žene Julije Montaño. Partner u toj telenoveli joj je bio argentinski glumac Juan Soler. Nakon te uloge, pojavila se u epizodnim ulogama u telenovelama "Ružna ljepotica" i "Opijeni ljubavlju".
2009. godine nastupa u filmu "Savršena igra", a 2010. u 2. sezoni kolumbijske TV serije "Kartel".

## Filmografija

### Uloge u telenovelama
- "Opijeni ljubavlju" kao Erica Robledo (2007.)
- "Ružna ljepotica" kao Patricia (2006.)
- "Ljubav na kocki" kao Julia Montaño 'La Potra' (2004. – 2005.)
- "Gente bien" kao María Figueroa (1997.)
- "Acapulco, dušom i tijelom" kao Lorena Garcia (1995.)
- "Alcanzar una estrella" (1990. – 1991.)

### Televizijske uloge
- "Gritos de muerte y libertas" kao Mujer Morena (2010.)
- "Kartel" kao Andrea Negrete (2010.)
- "Ružna Betty" kao Maria Lorenzo (2006. – 2007.)
- "Arli$$" kao Carman Caballo (2001.)
- "Ángeles" kao Adriana Vega (2001.)
- "Mujer, casos de la vida real" (1996.)

### Filmske uloge
- "The Perfect Game" kao Maria (2009.)
- "Lavoe" kao Carmen (2008.)
- "Mi novia está... de madre!" kao Virginia (2007.)
- "Carman: The Champion" kao Allia (2001.)
- "Grad izgubljenih duša" kao Lucia (2000.)
- "The Dukes of Hazzard: Hazzard in Hollywood" kao Gabriela (2000.)

## Diskografija
- 1994.: Hambre de amor
- 1996.: Niña bonita
- 1998.: Quiero más
- 2002.: Que el ritmo no pare / The Rhythm
- 2003.: Déjame volar
- 2007.: A mis reinas
- 2009.: Ya terminé

## Vanjske poveznice
- Patricia Manterola u internetskoj bazi filmova IMDb-u (engl.)